# 1581

## Esdeveniments
- 26 de juliol - Anvers/La Haia: Els Estats Generals dels Països Baixos destitueixen Felip II d'Espanya amb el decret Plakkaat van Verlatinghe, el que de fet és la declaració d'independència de les Províncies Unides.
- Prohibició del catolicisme al Regne d'Anglaterra[1]

## Naixements
- Hieronim Morsztyn, poeta en polonès del barroc.
- Égide Maillard, músic, Lió
- 24 d'abril - Lo Poi (Vescomtat de Bearn)ː Vicenç de Paül, religiós catòlic, canonitzat el 1737 (m. 1660).[2]

## Necrològiques
- 7 de maig, Innsbruck, Arxiducat d'Àustria: Alexander Utendal, compositor flamenc.